# Галя Йончева
Галя Митова Йончева е българска оперна певица (сопран), сред най-ярките представителки на българската оперна музика в България и зад граница. Авторка е на няколко книги за операта.
Била е съпруга на изтъкнатия български композитор и диригент Красимир Кюркчийски. Майка е на юриста Кристиян Таков.

## Биография
Галя Йончева е родена на 21 април 1936 г. в семейството на интелектуалци и е 2-ро дете в семейството. Баща ѝ е завършил инженерно агрономство във Франция и е ревностен почитател на народната музика.
Седемгодишна започва да свири на пиано а няколко години по-късно започва да учи балет в Софийската опера. Учителката ѝ по пиано, при която девойката се опитва и да пее, уверява родителите ѝ, че тя има талант и трябва непременно да учи в Музикалната академия. Баща ѝ обаче категорично отказва и Галя се записва за студентка в Икономическия институт. След завършване на образованието си постъпва на работа във външнотърговска централа, като по време на следването и по време на работата не спира да се занимава с пеене.

## Образование
Галя Йончева завършва средното си образование с отличие в 6-о единно училище „Граф Игнатиев“ – София. 
Учи 15 години пиано при Веселина Герджикова.
Завършва 3 висши образования: „Икономика на търговията“ във Висшия икономически институт „Карл Маркс“ (сега УНСС) в София, „Български език и литература“ в Софийския университет „Климент Охридски“ и „Оперно пеене“ в Атинската консерватория.

## Ранни години
Първата учителка по пеене на Галя Йончева е Елизабет Рутгерс, сетне продължава при Елена Доскова Рикарди. Постъпва в Академичния хор към Софийския университет, където пее нейната сестра. Там тя веднага е забелязана и е поканена на пробни снимки за филма „Ребро Адамово“, но тъй като няма артистично образование, е отхвърлена. Това я кара да се яви на приемен изпит в тогавашния ВИТИЗ, но и там не я приемат.
Малко по късно тя кандидатства в Софийския университет за специалността „Българска филология“. Тук вече успява да се пребори, завършва и така тя завършва и второто си образование – филологията. Едва след тяхното придобиване завършва и то с отличие висшето си музикално образование в Гърция в Атинската консерватория като ученичка на професор Стильополу. Завръща се в България през 1969 г. и участва на конкурс в Софийската опера за стажант-артисти, който спечелва и веднага е назначена.

## Кариера
Певицата започва малко късно своята оперна кариера поради двете висши образования, но със стъпването на сцената на Софийската национална опера тя бързо пробива и спечелва както завистта на своите колежки, така и преклонението на публиката.
За първи път Галя Йончева излиза на сцената през 1970 г. в ролята на Кети Пинкертон от „Мадам Бътерфлай“ на Пучини. В творческия път на певицата това е най-малката роля, след нея изпява 33 централни роли. Сякаш с най-голям замах влиза в ролята на Татяна от „Евгений Онегин“. За първи път я пее в Старозагорската опера, после я представя и пред столичната публика. Със състава на Софийската опера или самостоятелно Галя Йончева изпълнява ролята на Татяна почти из цяла Европа.

### На българска сцена
На нейния глас и натюрел композиторът Парашкев Хаджиев посвещава три оперни заглавия. Това са оперите „Златната ябълка“, „Лето 893“ и „Мария Десислава“.  Именно с певческото и актьорското изграждане на образа на Десислава Галя Йончева окончателно нарежда името си сред най-задълбочените изпълнителки на софийска сцена. Омъжена е за композитора Красимир Кюркчийски. Той написва специално за нея операта „Наздраве, господарю“, а любовта им е стимул композиторът да напише прочутата си творба „Козият рог“. В ролята на „Вивиян“ Галя Йончева блести не само с вокалното си красноречие, но и с женското си магическо очарование. Операта на Кюркчийски не попречва на Парашкев Хаджиев да напише и той нова творба и отново да повери главната роля на Галя Йончева. Това е операта „Албена“  а през 1972 г. вдъхновен от красотата на оперната прима, той написва музиката към операта за деца и възрастни „Златната ябълка“.

### Световни изяви
По време на работата си в Софийската опера певицата Галя Йончева е изпратена на специализация във Виена при известната вокална педагожка професор Мария Брандт. Там я чува английски екип от Оперния фестивал на Глайндборн и единодушно я кани да пее в премиерата на операта „Евгений Онегин“ от Чайковски с режисьор Михаил Хаджимишев. Глайндборн е оперен театър, който става любимо място за срещи между представители на най-висшия елит на Великобритания и Европа.
В образа на „Татяна“ Галя Йончева пее под палката на именития Ендрю Дейвис. Операта е записана за радио Би Би Си, а певицата се превръща в звезда. Англичаните пишат: „От години не сме слушали и гледали толкова нежна и красива певица.“ Галя Йончева е поканена да запише и грамофонни плочи с песни на Глинка и Чайковски в съпровод с пианистката Марта Деянова за фирмата „Нимбъс Рекърдс“.
През 1971 г. след представление в Гент Белгия, един критик пише във вестник „Де Гентерар“ – „Тя се нарежда сред най-добрите изпълнителки в света.“ Следва ролята на Чо Чо Сан от „Мадам Бътерфлай“. Тази роля наред с Татяна, се превръща във визитна картичка на певицата с която се представя по световните оперни сцени. С Чо Чо Сан тя се изявява дори в Япония. Следват Адриана Лекуврьор от едноименната опера на Чилеа, Мюзета от „Бохеми“, Сузана от „Сватбата на Фигаро“, Лейла от „Ловци на бисери“, Алиса Форд от „Фалстаф“, за да включи и по-драматични роли като Леонора от „Трубадур“, Йенуфа от едноименната опера на Леош Яначек, Лиза от „Дама Пика“ на Чайковски. Участва и в „Годеж в манастира“ от Прокофиев, в „А утрините тук са тихи“ от Молчанов, „Човешкият глас“ от Пуленк и много други.
Певицата е поканена в Швейцария за записи на арии от славянски композитори, и то под диригентството на големия и моден в този период Пиер Коломбо. И днес се разказват легенди за представленията на „Евгений Онегин“ в Испания. На едно от тях дори присъства и Хуан Карлос – тогава все още принц, който не скрива възхищението си от българската изпълнителка. В антракта принцът нарежда да бъде организиран коктейл за българските певци, естествено и за да може да се запознае с Галя Йончева. „Неговите комплименти бяха наистина смущаващи“ – признава си певицата в книгата си „Оперни пътеки“. Диригентът на спектакъла Руслан Райчев се обръща към певицата с думите: „Напихме се и се нахранихме благодарение на теб, скъпа Татяна.“ С „Татяна“ Галя Йончева открива и музикалните фестивали в Белград и Лозана. Певицата се изявява и във Виена заедно с Маргарита Лилова по повод награждаването на Панчо Владигеров с Хердерова награда.

### Късни години
След приключването на оперната си кариера тя написва няколко обемисти книги , които се превръщат в нагледни учебници както по история на българското оперно пеене, така и като анализ на вокалното певческо майсторство което тя неизменно притежава.

## Творческа дейност

### Изпълнения и гастроли
В Софийската опера постъпва през 1969 г. и работи там до 1991 г. Като спинтов сопран изпълнява 34 оперни роли. Най-значимите измежду тях са:
1. Татяна – „Евгений Онегин“ от П.И. Чайковски
2. Лиза – „Дама Пика“ от. П.И. Чайковски
3. Царица Милитриса – „Цар Салтан“ от Н. Римски-Корсаков
4. Лиза Бричкина – „А утрините тук са тихи“ от К. Молчанов
5. Клара – „Годеж в манастира“ от С. Прокофиев
6. Чо-чо сан – „Мадам Бътерфлай“ от Дж. Пучини
7. Мюзета – „Бохеми“ от Дж. Пучини
8. Леонора – „Трубадур“ от Дж. Верди
9. Мисис Алиса Форд – „Фалстав“ от Дж. Верди
10. Адриана – „Адриана Лекуврьор“ от Фр. Чилеа
11. Маргарита – „Фауст“ от Ш. Гуно
12. Микаела – „Кармен“ от Ж. Бизе
13. Лейла – „Ловци на бисери“ от Ж. Бизе
14. Жената – „Човешкият глас“ от Фр. Пуленк (единствено изпълнение в оригинал в България)
15. Сузана – „Сватбата на Фигаро“ от В.А. Моцарт
16. Фиордилиджи – „Така правят всички“ от В.А. Моцарт
17. Елизабет – „Танхойзер“ от Р. Вагнер
18. Елена – „Сън в лятна нощ“ от Б. Бритън
19. Йенуфа – „Йенуфа“ от Л. Яначек
20. Албена – „Албена“ от П. Хаджиев
21. Калинка-Малинка – „Тримата братя и златната ябълка“ от П. Хаджиев
22. Милкана – „Майстори“ от П. Хаджиев
23. Севина – „Лято 893-то“ от П. Хаджиев
24. Зорница – „Луд гидия“ от П. Хаджиев
25. Мария Десислава – „Мария Десислава“ от П. Хаджиев
26. Юла – „Юла“ от Кр. Кюркчийски
27. Вивиан Боасиер – „Наздраве, господарю!“ от Кр. Кюркчийски

Тя е певицата, интерпретирала най-голям брой български оперни образи и песни.
Галя Йончева е изнасяла многобройни песенни рецитали от български, гръцки, английски, руски, португалски, испански, немски, италиански, френски и нидерандски композитори.
Гастролирала е в Австрия, Англия, Белгия, Германия Гърция, Израел, Индия, Испания, Полша, Португалия, Румъния, Русия, Словакия, Сърбия, Турция, Франция, Нидерландия, Швейцария, Чехия, Япония.

### Филмови и звукозаписи
В Златния фонд на Българското радио и Националната телевизия се съхраняват „Творчески портрет на Галя Йончева“ и многобройни оперни изпълнения и интервюта.
Изкуството на певицата бележи един от върховете си с операта на Франсис Пуленк „Човешкият глас“. Под диригентството на Димитър Манолов и Софийската филхармония тя прави многократни представления-концерти, запис в Българското национално радио и филм в студио „Бояна“, който взима първа награда на Пражка пролет.
Заснела е оперни телевизионни филми в BBC, Лондон – на второ действие от операта „Евгений Онегин“ (с тази роля гостува 3 месеца на оперния фестивал в Глайндеборн, Англия), а в Прага заснема в Пражката телевизия рецитал с оперни арии.
В България има издадени плочи на оперите „Момчил“ от Любомир Пипков и „Мария Десислава“ от Парашкев Хаджиев, както и плочи с рецитали на арии от български опери и опери на Пучини в „Балкантон“.
Има издадени плочи във Великобритания и Швейцария.

## Педагогическа дейност
Галя Йончева е преподавала в Софийския университет „Св. Климент Охридски“ – катедра Музикална педагогика, Висшата театрална академия (сега НАТФИЗ), Музикалното училище „Любомир Пипков“, Пловдивския университет „Паисий Хилендарски“ – формация „Четири по Це“.
Преподава уроци по оперно пеене и интерпретация.

## Литературна дейност
- „Оперни пътеки“ – от Галя Йончева.   София, Редакция „Сиби“, 2006. ISBN 954-730-349-X. – в 493 страници с портрети и 20 илюстрации.
- „Отвъд завесата“ – от Галя Йончева.   София, Редакция „Сиби“, 2009. ISBN 9789547306295. – в 416 страници с ноти и 24 фотографии.

Галя Йончева написва книгата „Оперни пътеки“ (изд. „Сиби“), в която разговаря с над петдесет видни оперни певци, диригенти, режисьори, художник-постановчици, с които е творила на оперната сцена. Тази книга е стойностен документ за живота и духовния мир на много изтъкнати оперни светила, за които няма други източници на информация. Поради голямото търсене, на двадесетия ден след издаването ѝ следва второ издание. Книгата се ползва като учебно помагало в музикалните училища и Музикалната академия „Панчо Владигеров“.
Втората книга на Галя Йончева „Отвъд завесата“ (изд. „Сиби“) разказва за чудната същност на всеобхватното оперно изкуство. Разгледани са проблемите за мястото на музиката и на театъра в Операта, всевластният порив, който стимулира творците, същността на оперната певица, разаказано е за предизвикателствата, колегиалността, сцената, публиката. Авторката, изхождайки от богатия си личен опит, разкрива как се изгражда оперния образ, важния репетиционен период, ролята на партньорите, какво дава и какво взима успехът. Във втората част на книгата Галя Йончева описва как е изградила осем от най-любимите си героини, които са ѝ донесли висше удовлетворение. Тази част с множеството музикални примери разкрива тайните на творческия процес и е чудесна школа за младите интерпретатори.
Както авторката отбелязва, изпълнителното изкуство е изкуство на мига. Може би затова тези 2 книги ще запечатват непреходните стойности на Операта независимо от времето.

## Личен живот
Галя Йончева е била омъжена за Петрун Петрунов (от 1961 до 1963), за Петър Таков (от 1964 до 1971, в който период носи фамилното име на съпруга си – Галя Такова) и за Красимир Кюркчийски (от 1981 до 1984).
Галя Йончева е била вдъхновителка на най-големия български оперен композитор Парашкев Хаджиев, за три от оперите му – „Лято 893-то“, „Тримата братя и златната ябълка“ и „Мария Десислава“.
Голямата любов и най-богатата и ползотворна връзка на Галя Йончева е с последния ѝ съпруг – композитора Красимир Кюркчийски. В житейския им път ги събира неговата опера „Юла“, в кояго певицата изпълнява централната роля. По-късно той написва опера специално за нея – „Наздраве, господарю“. Тя го вдъхновява при сътворяването на балета „Козият рог“, на Първия му концерт за пиано в памет на Панчо Владигеров и други творби.
Галя Йончева има син Кристиан Таков – виден български юрист, и внучка – Галя Такова.

## Отличия
- Златен медал за завършено образование по оперно пеене към Атинската консерватория
- Орден „Св. св. Кирил и Методий“ – I степен
- Орден и звание „Заслужил артист“
- Орден за висок професионализъм „Леош Яначек“ – Прага
- Сребърен медал и звание „Лауреат на международен оперен конкурс“ – София
- Медал и звание „Лауреат на международен конкурс „Катя Попова“
- Орден за творчески постижения „1300 години България“
- Орден за творчески постижения „40 години социалистическа България“
- Орден за творчески постижения „Георги Димитров“